# Liesel Matthews

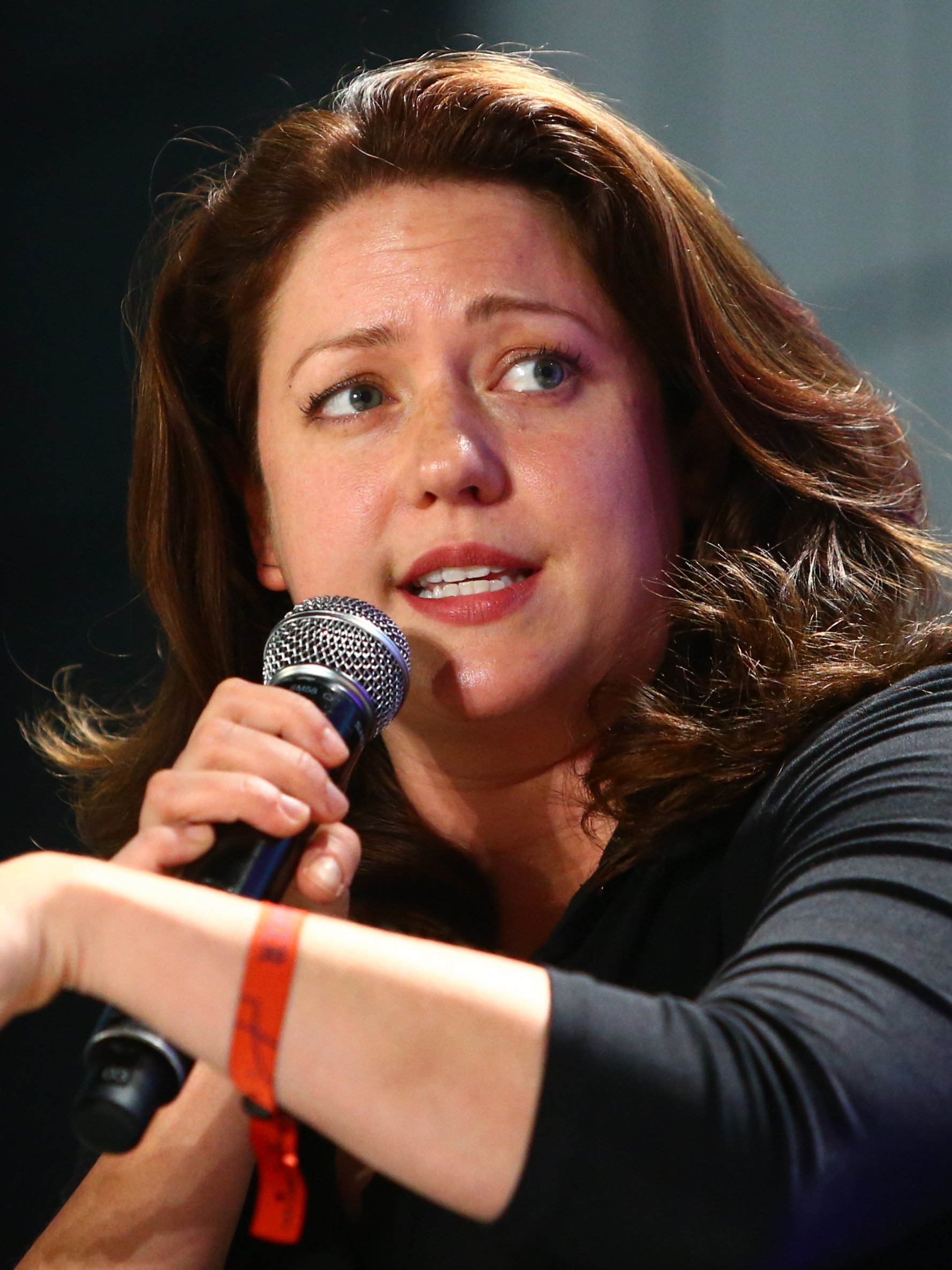
Liesel Matthews, 2019

Liesel Matthews (* 14. März 1984 in Chicago, Illinois, Vereinigte Staaten als Liesel Anne Pritzker) ist eine ehemalige US-amerikanische Kinderdarstellerin.

## Leben
Liesel Matthews wurde in die wohlhabende Pritzker-Familie geboren. Sie ist eines von zwölf überlebenden Enkelkindern des Patriarchen Abram Nicholas Pritzker, eines Financiers und Industriellen, der 1986 starb. Ihr Onkel Jay Pritzker ist der Gründer der Hotelkette Hyatt, und die Familie leitet die TransUnion und die Royal Caribbean Cruise Line. Die Familie Pritzker steht fast ganz oben auf der Liste der reichsten Familien Amerikas des Forbes Magazine, die seit 1982 geführt wird.
Sie wählte den Künstlernamen Matthews nach ihrem Bruder Matthew. Grund dafür war ein Streit zwischen ihren Eltern, ob sie als Liesel Pritzker-Bagley – Bagley ist der Name ihres Stiefvaters – oder nur als Liesel Pritzker eingetragen werden sollte. Danach wurde der Vorname des Bruders – mit einem angehängten „s“ – zu ihrem Nachnamen.
Liesel Matthews besuchte die New Trier High School in Winnetka und studierte an der Columbia University in New York. Während ihres ersten Jahres an der Hochschule strengte sie einen Prozess gegen ihren Vater und die Pritzker-Familie an, in dem sie ihren Vater der Veruntreuung von Geldern beschuldigte, die nach ihrer Meinung ihr und ihrem Bruder zustanden. Anfang 2005 kam es zu einem Vergleich zwischen den Prozessparteien. Die Details der Regelung wurden nicht veröffentlicht.
Liesel Matthews besucht derzeit das Französische Kulturinstitut in New York und hatte einen Bühnenauftritt in Vincent in Brixton. Dabei gewann sie für ihre Performance den Theatre World Award.

## Filmografie
- 1995: Little Princess (A Little Princess)
- 1997: Air Force One
- 2000: Blast